# 性滿意足
《性滿意足》（英語：Satisfaction）是一部在2014年7月17日晚間10點於USA電視台首播的影集。本劇獲得第二季續訂，並同樣預訂播出10集。
2016年2月26日，USA宣布取消本劇。

## 故事
正當基金經理人尼爾（麥特·帕斯莫 飾演）與妻子葛蕾絲（史黛芬妮·紹姿塔克 飾演）在面對他們之間的夫妻感情與和人生議題時，尼爾意外發現妻子與牛郎發生關係。在偶然的機會下，尼爾開始瞞著妻子當起牛郎，同時，尼爾也開始省思自己的婚姻與人生。

## 卡司

### 主要角色
- 麥特·帕斯莫 飾演 尼爾·楚門
- 史黛芬妮·紹姿塔克（英语：Stephanie Szostak） 飾演 葛蕾絲·楚門
- 米雪兒·迪勳（英语：Michelle DeShon） 飾演 安妮卡·楚門

尼爾與葛蕾絲的女兒
- 凱瑟琳·拉納薩（英语：Katherine LaNasa） 飾演 雅珠梨安娜

牛郎仲介
- 布雷爾·瑞德福特 飾演 賽門·伍迪

為葛蕾絲服務的牛郎
- 蒂安娜·盧索（英语：Deanna Russo） 飾演 史黛芬妮

葛蕾絲的妹妹

### 常設角色
- 馬志 飾演 禪師
- 里昂·湯馬士三世（英语：Leon Thomas III） 飾演 馬提歐
- 馬克·凡登 飾演 狄倫

## 系列總攬
| 季數 | 季數 | 集數 | 播出日期       | 播出日期       |
| 季數 | 季數 | 集數 | 首播           | 季終           |
| ---- | ---- | ---- | -------------- | -------------- |
|      | 1    | 10   | 2014年7月17日  | 2014年9月18日  |
|      | 2    | 10   | 2015年10月16日 | 2015年12月18日 |

## 製作
本劇由尚恩·雅布朗斯基開創，並由勞斯·克雷斯納弗擔任執行製作。本劇取景於亞特蘭大。

## 評價
本劇獲得許多正面評價，於爛番茄整合的評論中獲得82％的新鮮度，在Metacritic整合的評論中，19位評論者給予本劇62分的分數。

## 腳註
1. ↑  Andreeva, Nellie. . Deadline.com. April 23, 2014  [2014-11-12]. （原始内容存档于2014-06-26）.
2. ↑  . 娛樂周刊.   [24 August 2015]. （原始内容存档于2015-01-14）.
3. ↑  . 娛樂周刊. February 26, 2016  [February 26, 2016]. （原始内容存档于2021-03-01）.
4. ↑  Petski, Denise. . 好萊塢報導. April 23, 2014  [2014-11-12]. （原始内容存档于2020-11-12）.
5. ↑  Kissell, Rick. . 綜藝雜誌. April 23, 2014  [2014-04-23]. （原始内容存档于2020-11-12）.
6. ↑  . 爛番茄.   [19 September 2014]. （原始内容存档于2020-08-20）.
7. ↑  . Metacritic.   [19 September 2014]. （原始内容存档于2019-09-26）.

## 外部連結
- Satisfaction （页面存档备份，存于）（英文）
- 互联网电影数据库（IMDb）上《性滿意足》的资料（英文）